# Calesia pellio
Calesia pellio là một loài bướm đêm trong họ Erebidae.